# Cefa (Romania)
Cefa (in ungherese Cséffa) è un comune della Romania di 2 383 abitanti, ubicato nel distretto di Bihor, nella regione storica della Transilvania.
Il comune è formato dall'unione di 3 villaggi: Ateaș, Cefa, Inand.